# IC 36
IC 36 је галаксија у сазвјежђу Кит која се налази на листи објеката дубоког неба у Индекс каталогу.
Деклинација објекта је - 15° 26' 27" а ректасцензија 0h 37m 49,6s. Привидна величина (магнитуда) објекта IC 36 износи 14,5 а фотографска магнитуда 15,5. IC 36 је још познат и под ознакама NPM1G -15.0030, IRAS 00353-1542, PGC 138202.